# Клан Флеминг

Герб вождей клана Флеминг и графов Уигтаун

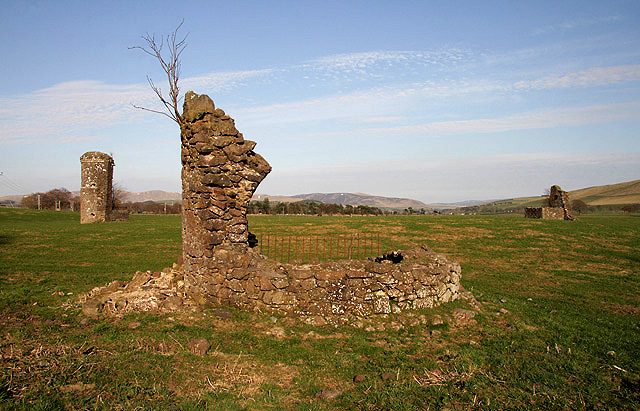
Руины замка Богхолл

Клан Флеминг (шотл. — Clan Fleming) — один из кланов равнинной части Шотландии — Лоуленда. На сегодня клан не имеет признанного герольдами Шотландии и лордом Львом вождя, поэтому называется в Шотландии «кланом оруженосцев» .
- Девиз клана: Let the deed shaw (среднеангл.) — «Пусть твои дела говорят за тебя» (Let the deed show)
- Земли клана: Ланаркшир
- Историческая резиденция вождей клана: Замок Камбернолд
- Последний вождь клана: Чарльз Флеминг, 7-й граф Уингтаун (умер в 1747 году)
- Союзные кланы: Дуглас
- Враждебные кланы: Твиди

## История клана Флеминг

### Происхождение клана Флеминг
Название клана Флеминг происходит от французского названия Ле Флемин (фр. le Fleming). Существует версия, что. основатели клана родом из Фландрии. В XII веке фламандские купцы торговали в Шотландии, покупали у шотландских кланов шерсть. Фламандец Балдуин (Болдуин) поселился в Биггаре (Южный Ланаркшир), благодаря покровительству короля Шотландии Давида. Этот Болдуин стал шерифом Ланаркшира в правление королей Малкольма IV и Вильгельма Льва. Эта должность стала наследственной и его потомки также были шерифами Ланарка.

### XIII—XIV века
В 1296 году король Англии Эдуард I Длинноногий пользуясь тем, что королевский престол Шотландии стал вакантным с 1290 года, захватил Шотландию и заставил вождей шотландских кланов присягнуть ему на верность и подписать соответствующий документ — «Рагманские свитки». В этом документе есть имена девяти благородных фламандцев, которые жили в Шотландии. Один из них — Роберт Флеминг. Через несколько лет этот же сэр Роберт Флеминг присоединился к Роберту Брюсу — борцу за независимость Шотландии. Поддержал он Роберта Брюса и после смерти Джона «Рыжего» Комина в 1306 году — конкурента Роберта Брюса на трон Шотландии.
В 1342 году сэр Малкольм Флеминг из Камбернолда (ум. 1363) получил титул графа Уингтауна от короля Шотландии Давида II Стюарта за верную службу и помощь в борьбе с Англией. Внук сэра Малкольма — Томас Флеминг, 2-й граф Уигтаун (ум. ок. 1382), продал графский титул Арчибальду Дугласу, лорду Галлоуэю, и это было подтверждено грамотой короля Шотландии Роберта II Стюарта.

### XV век
Сэр Малкольм Флемминг из Биггара и Камбернолда был посвящен в рыцари королем Шотландии Робертом III Стюартом. В 1423 году он был одним из заложников, которые стали английскими пленниками для того, чтобы англичане освободили пленного короля Шотландии Якова I Стюарта. Этот же сэр Малкольм Флеминг стал советником и другом Уильяма Дугласа, 6-го графа Дугласа, и был среди тех людей, что сопровождали графа Дугласа в Эдинбургский замок по приглашению губернатора замка Ливингстона и канцлера Уильяма Крайтона в ноябре 1440 года, где были арестованы граф Дуглас, его брат Дэвид и Малкольм Флеминг. После быстрого «суда» они были обезглавлены. Земли клана Флеминг были конфискованы, младший сын Малкольма сэр Роберт Флеминг потерял все, но потом земли ему были возвращены королем Шотландии Яковом II Стюартом. Сэр Роберт Флеминг получил титул лорда и стал депутатом парламента Шотландии в 1460 году.

### XVI—XVII века
Внук сэра Роберта — Джон Флеминг, 2-й лорд Флеминг (1465—1524), был опекуном малолетнего короля Якова V Стюарта в июле 1515 году. В 1517 году Джон Флеминг стал канцлером Шотландии. 1 ноября 1524 года он был убит Джоном Твиди из Драмельзера, вождем клана Твиди. Малкольм Флеминг, 3-й лорд Флеминг (1494—1547), получил должность великого камергера Шотландии и женился на леди Джанет Стюарт (1502—1562), дочери короля Шотландии Якова IV. Этот Малкольм Флеминг погиб во время битвы при Пинки в 1547 году.
В 1548 году Джеймс Флеминг, 4-й лорд Флеминг (1534—1558), сопровождал молодую королеву Марию Стюарт во Францию, где она вышла замуж за наследника престола, дофина Франциска. Он получил должность великого камергера Шотландии, был одним из восьми комиссаров на королевской свадьбе в 1558 году. Однако он был отравлен две недели назад в Париже. Ему наследовал его младший брат, Джон Флеминг, 5-й лорд Флеминг (1529—1572), который занимал пост губернатора Дамбартона и являлся активным сторонником королевы Марии Стюарт.
В 1606 году Джон Флеминг, 6-й лорд Флеминг (1567—1619), получил титул графа Уигтауна. Титул вновь вернулся клану Флеминг.

### XVIII век
Клан Флеминг поддержал якобитов и поддерживал короля Англии Якова II Стюарта (он же — король Шотландии Яков VII). Но после Славной революции 1688 года вождь клана Флеминг сохранил титул графа и свои земли. Клан Флеминг резко выступал против договора об унии Англии и Шотландии в парламенте в 1706 году. Во время Первого восстания якобитов в 1715 году вождь клана Флеминг был арестован губернатором Эдинбургского замка. Чарльз Флеминг, 7-й граф Уигтаун (1675—1747), унаследовал титулы и земли своего старшего брата Джона Флеминга, 6-го графа Уигтауна, когда тот умер в 1744 году.

### Замки клана Флеминг
- Замок Биггар в Южном Ланаркшире, был сильным укрепленным замком, оборонительной твердыней, построенный в XIII веке[3]. Принадлежал Балдуину Биггару и его потомкам[3]. Потом они переехали в замок Богхолл в XIV веке. Сейчас от замка Биггар остались одни руины[3].
- Замок Богхолл, стоял к югу от замка Биггар, Ланаркшир. На месте замка была старинная крепость, которая в XVI веке была перестроена. Король Англии Эдуард II захватил этот замок в 1310 году и некоторое время находился в нем[3]. От замка остались остатки двух D-образных башен, остальные полностью разрушены[3].
- Замок Камбернолд в городе Камбернолд, в центральной Шотландии, в свое время был мощным замком, сейчас от него остались только руины, отдельные фрагменты бывших сооружений[3]. Замок принадлежал клану Комин, но затем был захвачен кланом Флеминг в 1306 году. Королева Шотландии Мария Стюарт посещала этот замок. В этом замке в 1646 году был подписан Национальный пакт Шотландии[3]. Замок был сожжен в 1746 году полком драгун армии Великобритании во время подавления Второго восстания якобитов[3].